# پوبرجه
پوبرجه (به لاتین: Pobrđe) یک منطقهٔ مسکونی در مونته‌نگرو است که در شهرداری کوتور واقع شده‌است. پوبرجه ۱۱۰ نفر جمعیت دارد.